# Soeng Hyang
Soeng Hyang, eller Soenghyang, (koreanska 성향), född 15 april 1948, är en amerikansk zenmästare och huvudläraren på Kwan Um School of Zen. Hon har varit dess huvudlärare sedan 2004.
Soeng Hyang är född 1948 i Providence. Hennes civilnamn är Barbara Rhodes. Enligt Soeng Hyang fanns det problem med alkohol i hennes barndomshem och familjen flyttade många gånger. Hon lärde sig att saker och ting inte är eviga och att de förändras. I början av 1970-talet engagerade hon sig i hippiekulturen och började använda psykedeliska droger. Efter ett par år började Soeng Hyang utöva yoga och meditation för att bli av med drogerna.. 
Soeng Hyang studerade zen under Seungsahn sedan 1972 och 1977 fick hon officiell tillåtelse från sin lärare att undervisa zen. Hon har varit en viktig person i att öppna buddhismen till HBTQ-rörelsen och var bland de första ledarna i sangha (buddhistisk gemenskap) som hör till en sexuell minoritet.
Soeng Hyang har en dotter och bor i ett samkönat partnerskap med Mary i Kalifornien. Hon är sjuksköterska.